# Janvier Noir

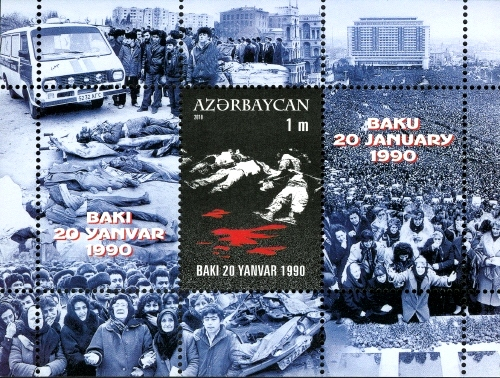
Timbre azéri commémorant la tragédie du 20 janvier 1990.

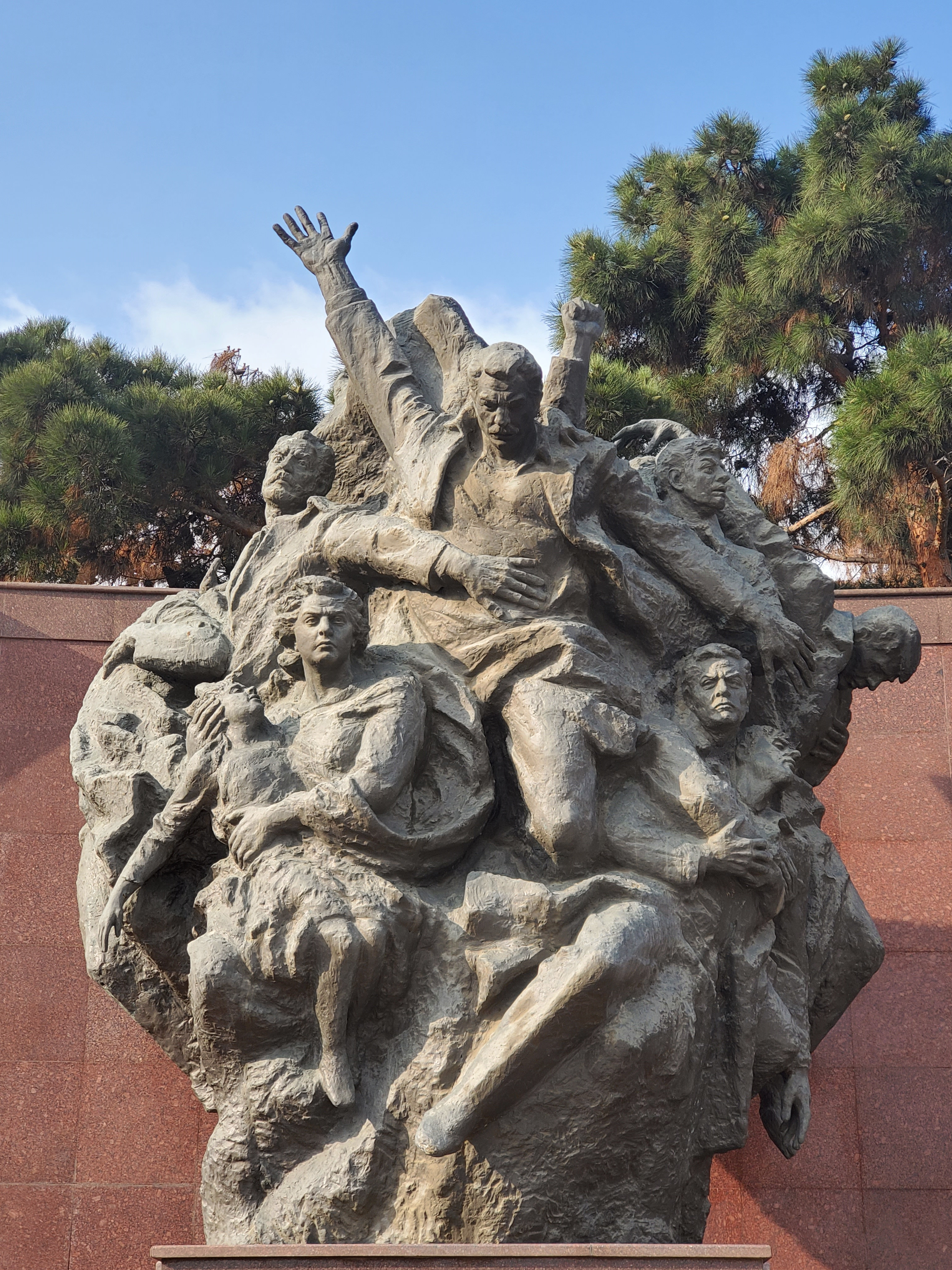
Monument du 20 janvier

Janvier Noir (russe : Чёрный январь, azéri : Qara Yanvar) est un affrontement particulièrement violent entre les forces armées soviétiques et les Azéris, qui eut lieu le 20 janvier 1990 à Bakou (capitale de la RSS d'Azerbaïdjan, aujourd'hui Azerbaïdjan).

## L'usage de la force
Le 20 janvier, les troupes soviétiques et du ministère de l'Intérieur, pour un total de 20 000 hommes, prirent d'assaut Bakou soulevée. Les combats durèrent trois jours et furent particulièrement violents (bilan officiel : 137 morts et 700 blessés). Le Kremlin déclara que la raison de cette attaque était « d'empêcher les forces extrémistes de prendre le pouvoir en Azerbaïdjan ». L'intervention est justifié en réalité par des pogroms anti-arméniens ayant eu lieu dans le courant du mois du janvier 1990, ainsi par une volonté indépendantiste des azéris, dans le contexte de la guerre du Haut-Karabakh,.

## L'allée des Martyrs
L'allée des Martyrs est un parc commémoratif dont la vue panoramique s'étend de la mer Caspienne à la ville entière. Il est dédié aux victimes du soulèvement réprimé par l'armée soviétique le 20 janvier 1990 et de la guerre du Haut-Karabagh juste après l'indépendance. 
Il comprend un cimetière où les victimes sont enterrées le long d'un mur de granit, ombragé par des cyprès nains et des pins, et sur la colline donnant sur la mer Caspienne et la ville.